# Osmunda

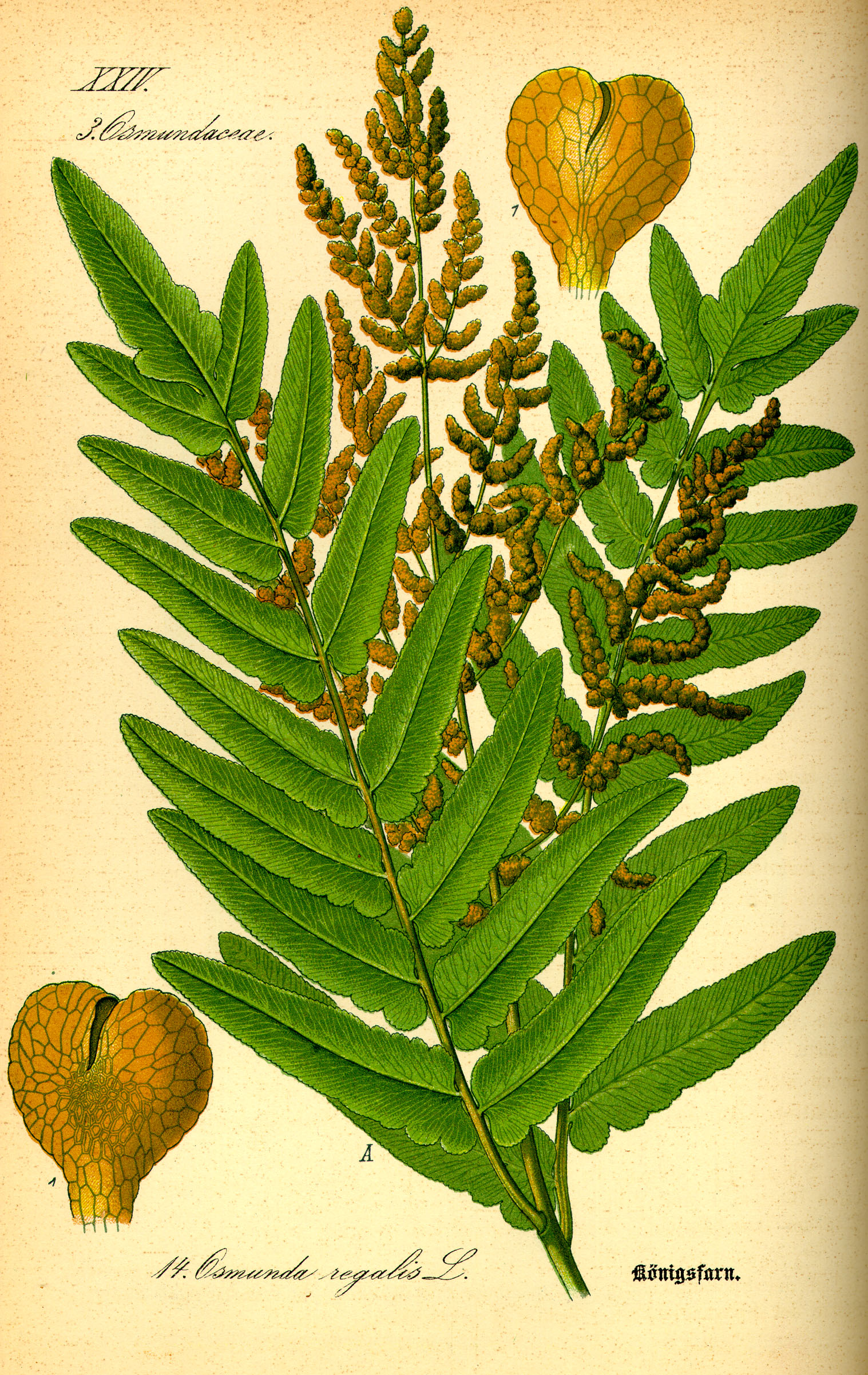
Osmunda regalis (ilustração).

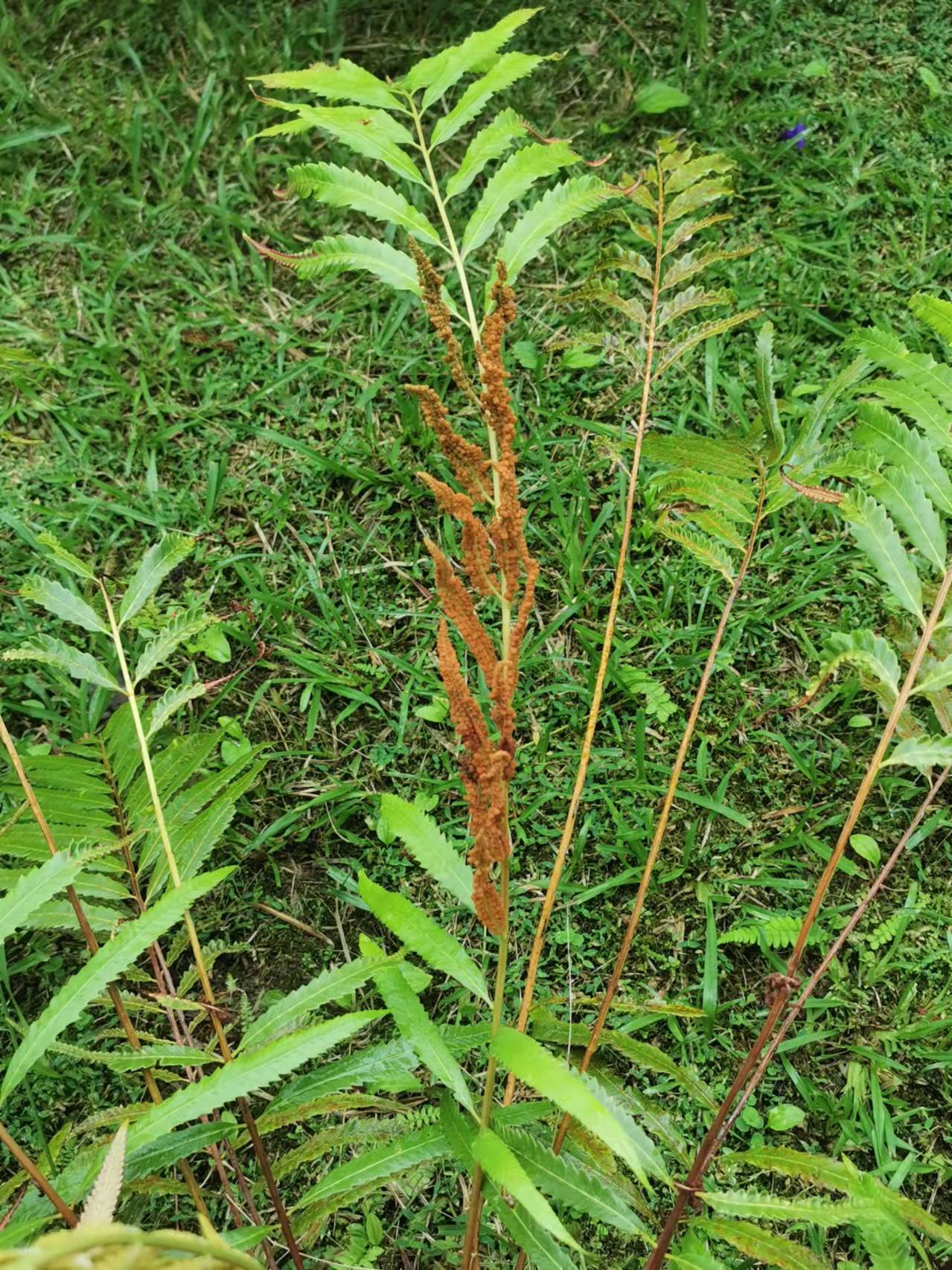
Osmunda banksiifolia.

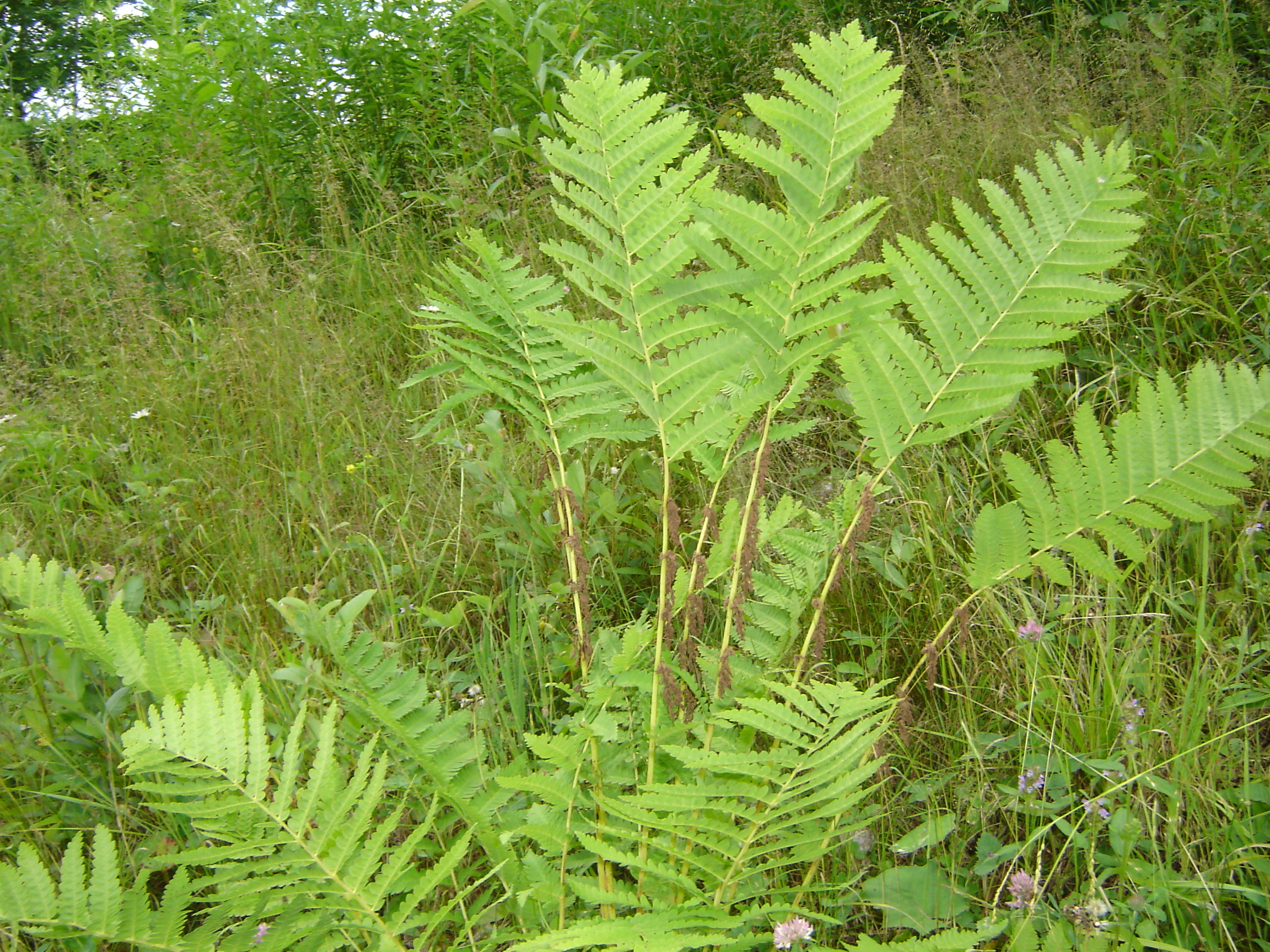
Osmunda claytoniana.

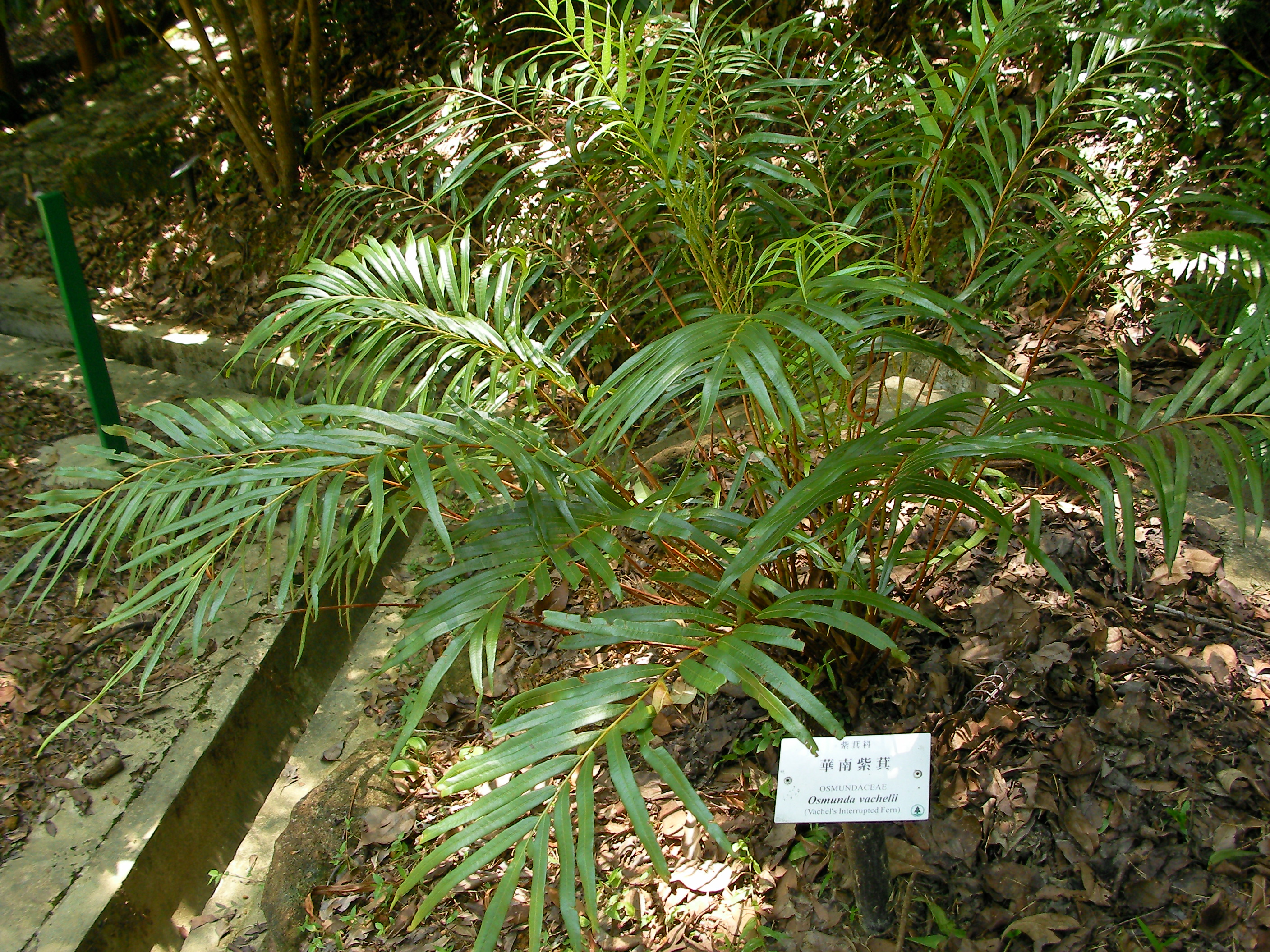
Osmunda vachellii.

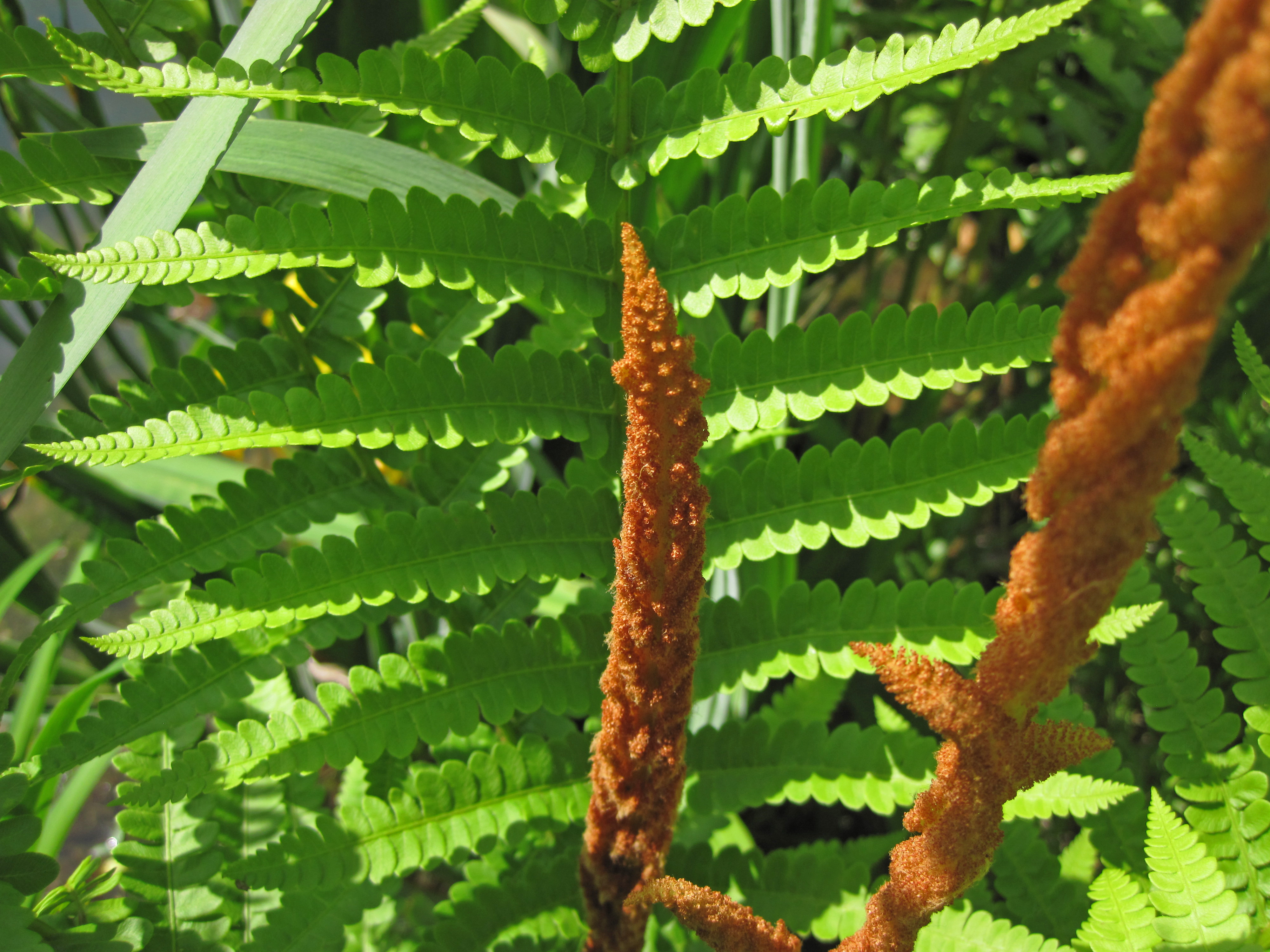
Osmundastrum cinnamomeum.

Osmunda é um género de pteridófitas, da família Osmundaceae, que agrupa 8-10 espécies com distribuição natural predominantemente nas regiões de clima temperado e clima subtropical do hemisfério norte.

## Descrição
Na sua presente circunscrição taxonómica, o género Osmunda inclui cerca de 10 espécies. A descoberta de um fóssil de Osmunda claytoniites do Triássico da Antártida, permitiu concluir que a espécie extante Osmunda claytoniana e o seu parente de há aproximadamente 200 milhões de anos, Osmunda claytoniites, são morfologicamente quase indistinguíveis. O género Osmunda tem, portanto, pelo menos 200 milhões de anos, o que o torna um dos géneros de plantas mais antigos da Terra.

### Morfologia
Os membros do género Osmunda são plantas perenes, arbustivas, com um rizoma subterrâneo curto e vertical. Apresentam frondes grandes, com lâmina foliar simples ou bipinada, densamente agrupadas em espiral na extremidade do rizoma, sem escamas, com um feixe vascular forte e em forma de calha.
As frondes são completamente dimórficas ou pinadas (hemidimórficas), com frondes estéreis verdes, fotossintéticas, e frondes férteis acastanhadas, pinadas, não fotossintéticas, portadoras de esporos contidos em grandes esporângios nus.  Os esporângios são considerados nus por não estarem agrupados em soros e, ao contrário de muitos outros pteridófitos, não apresentarem ânulo. Os esporângios ocorrem agrupados no bordo dos segmentos finais das folhas, que formam uma espécie de panícula.
Devido à grande massa de esporângios que amadurecem uniformemente ao mesmo tempo dando uma cor dourada vistosa às frondes férteis, os fetos parecem estar em flor, e por isso este género é por vezes chamado de fetos floridos.

### Distribuição e ecologia
As espécies de Osmunda ocorrem principalmente nas regiões subtropicais do hemisfério norte e apenas raramente na região Neotropical Na flora da Europa Central, apenas ocorre o feto-real (Osmunda regalis). O género está distribuído por todo o mundo, apenas ausente em grandes partes do norte da Ásia, do norte da América do Norte e da Austrália.
Estes fetos formam estruturas radiculares maciças com raízes densamente emaranhadas e rijas. Esta massa de raízes é um excelente substrato para muitas plantas epífitas. São frequentemente colhidos como osmundina e usados horticulturalmente, especialmente na propagação e crescimento de orquídeas.
Algumas espécies de Osmunda são utilizadas como plantas alimentares pelas larvas de algumas espécies de Lepidoptera, incluindo a espécie Ectropis crepuscularia.

## Taxonomia e filogenia

### Taxonomia
Osmunda, o género tipo da ordem Osmundales, tem sido historicamente o maior género da família Osmundaceae. Smith et al. (2006), que realizaram a primeira classificação de alto nível de pteridófitas publicada na era da filogenética molecular, descreveram três géneros nessa família, nomeadamente Osmunda, Leptopteris e Todea.
A derivação etimológica do nome do género é incerta. Uma teoria comum é que Osmunda deriva de Osmunder, um nome saxónico para o deus Thor, mas outros autores asseveram que não há provas de que o nome tenha algo a ver com o deus Thor. Outras explicações propõem que provém de palavras do inglês médio e do francês médio para um tipo de feto, ou mencionam um conto popular inglês sobre um barqueiro chamado Osmund que escondeu a mulher e os filhos num pedaço de feto real durante a invasão dinamarquesa. Outra explicação afiram que nome genérico Osmunda homenageia o chefe anglo-saxónico Osmund, rei do Sussex no século VIII. O médico e botânico inglês John Parkinson já utilizava este nome no seu Theatrum botanicum, publicado em 1640. Este facto explicará também a origem do nome trivial alemão Königsfarn (ou feto-real).
O género também tem sido tratado historicamente como consistindo num número de subgrupos, geralmente subgéneros, Osmunda (3 espécies), Osmundastrum (2 espécies), e Plenasium (3-4 espécies). No entanto, suspeitava-se que o género não era monofilético.

### Filogenia
A publicação de uma filogenia pormenorizada da família por Metzgar et al. em 2008 mostrou que Osmunda como circunscrito era parafilético e que Osmunda cinnamomea, apesar de sua similaridade morfológica com Osmunda claytoniana, era táxon irmão do resto da família, e ressuscitou o género segregado Osmundastrum, elevando-o de subgénero, para o conter e tornar Osmunda monofilético. A filogenia de Osmunda é mostrada nos seguintes cladogramas:
|  | Todea 2 espécies       |
|  |                        |
|  | Leptopteris 6 espécies |
|  |                        |

|  | subgenus Claytosmunda 1 espécie                                                               |
|  |                                                                                               |
|  | \| \| subgenus Plenasium 4 espécies \| \| \| \| \| \| subgenus Osmunda 4 espécies \| \| \| \| |
|  |                                                                                               |
|  | subgenus Plenasium 4 espécies                                                                 |
|  |                                                                                               |
|  | subgenus Osmunda 4 espécies                                                                   |
|  |                                                                                               |

|  | subgenus Plenasium 4 espécies |
|  |                               |
|  | subgenus Osmunda 4 espécies   |
|  |                               |

|  | Todea 2 espécies       |
|  |                        |
|  | Leptopteris 6 espécies |
|  |                        |

|  | subgenus Claytosmunda 1 espécie                                                               |
|  |                                                                                               |
|  | \| \| subgenus Plenasium 4 espécies \| \| \| \| \| \| subgenus Osmunda 4 espécies \| \| \| \| |
|  |                                                                                               |
|  | subgenus Plenasium 4 espécies                                                                 |
|  |                                                                                               |
|  | subgenus Osmunda 4 espécies                                                                   |
|  |                                                                                               |

|  | subgenus Plenasium 4 espécies |
|  |                               |
|  | subgenus Osmunda 4 espécies   |
|  |                               |

|  | Todea 2 espécies       |
|  |                        |
|  | Leptopteris 6 espécies |
|  |                        |

|  | subgenus Claytosmunda 1 espécie                                                               |
|  |                                                                                               |
|  | \| \| subgenus Plenasium 4 espécies \| \| \| \| \| \| subgenus Osmunda 4 espécies \| \| \| \| |
|  |                                                                                               |
|  | subgenus Plenasium 4 espécies                                                                 |
|  |                                                                                               |
|  | subgenus Osmunda 4 espécies                                                                   |
|  |                                                                                               |

|  | subgenus Plenasium 4 espécies |
|  |                               |
|  | subgenus Osmunda 4 espécies   |
|  |                               |

|  | Todea 2 espécies       |
|  |                        |
|  | Leptopteris 6 espécies |
|  |                        |

|  | subgenus Claytosmunda 1 espécie                                                               |
|  |                                                                                               |
|  | \| \| subgenus Plenasium 4 espécies \| \| \| \| \| \| subgenus Osmunda 4 espécies \| \| \| \| |
|  |                                                                                               |
|  | subgenus Plenasium 4 espécies                                                                 |
|  |                                                                                               |
|  | subgenus Osmunda 4 espécies                                                                   |
|  |                                                                                               |

|  | subgenus Plenasium 4 espécies |
|  |                               |
|  | subgenus Osmunda 4 espécies   |
|  |                               |

|  | Todea 2 espécies       |
|  |                        |
|  | Leptopteris 6 espécies |
|  |                        |

|  | subgenus Claytosmunda 1 espécie                                                               |
|  |                                                                                               |
|  | \| \| subgenus Plenasium 4 espécies \| \| \| \| \| \| subgenus Osmunda 4 espécies \| \| \| \| |
|  |                                                                                               |
|  | subgenus Plenasium 4 espécies                                                                 |
|  |                                                                                               |
|  | subgenus Osmunda 4 espécies                                                                   |
|  |                                                                                               |

|  | subgenus Plenasium 4 espécies |
|  |                               |
|  | subgenus Osmunda 4 espécies   |
|  |                               |

|  | Todea 2 espécies       |
|  |                        |
|  | Leptopteris 6 espécies |
|  |                        |

|  | subgenus Claytosmunda 1 espécie                                                               |
|  |                                                                                               |
|  | \| \| subgenus Plenasium 4 espécies \| \| \| \| \| \| subgenus Osmunda 4 espécies \| \| \| \| |
|  |                                                                                               |
|  | subgenus Plenasium 4 espécies                                                                 |
|  |                                                                                               |
|  | subgenus Osmunda 4 espécies                                                                   |
|  |                                                                                               |

|  | subgenus Plenasium 4 espécies |
|  |                               |
|  | subgenus Osmunda 4 espécies   |
|  |                               |

|  | Todea 2 espécies       |
|  |                        |
|  | Leptopteris 6 espécies |
|  |                        |

|  | subgenus Claytosmunda 1 espécie                                                               |
|  |                                                                                               |
|  | \| \| subgenus Plenasium 4 espécies \| \| \| \| \| \| subgenus Osmunda 4 espécies \| \| \| \| |
|  |                                                                                               |
|  | subgenus Plenasium 4 espécies                                                                 |
|  |                                                                                               |
|  | subgenus Osmunda 4 espécies                                                                   |
|  |                                                                                               |

|  | subgenus Plenasium 4 espécies |
|  |                               |
|  | subgenus Osmunda 4 espécies   |
|  |                               |

|  | Todea 2 espécies       |
|  |                        |
|  | Leptopteris 6 espécies |
|  |                        |

|  | subgenus Claytosmunda 1 espécie                                                               |
|  |                                                                                               |
|  | \| \| subgenus Plenasium 4 espécies \| \| \| \| \| \| subgenus Osmunda 4 espécies \| \| \| \| |
|  |                                                                                               |
|  | subgenus Plenasium 4 espécies                                                                 |
|  |                                                                                               |
|  | subgenus Osmunda 4 espécies                                                                   |
|  |                                                                                               |

|  | subgenus Plenasium 4 espécies |
|  |                               |
|  | subgenus Osmunda 4 espécies   |
|  |                               |

|  | O. hybrida |
|  |            |
|  | O. regalis |
|  |            |

|  | O. spectabilis                                            |
|  |                                                           |
|  | \| \| O. japonica \| \| \| \| \| \| O. lancea \| \| \| \| |
|  |                                                           |
|  | O. japonica                                               |
|  |                                                           |
|  | O. lancea                                                 |
|  |                                                           |

|  | O. japonica |
|  |             |
|  | O. lancea   |
|  |             |

|  | O. hybrida |
|  |            |
|  | O. regalis |
|  |            |

|  | O. spectabilis                                            |
|  |                                                           |
|  | \| \| O. japonica \| \| \| \| \| \| O. lancea \| \| \| \| |
|  |                                                           |
|  | O. japonica                                               |
|  |                                                           |
|  | O. lancea                                                 |
|  |                                                           |

|  | O. japonica |
|  |             |
|  | O. lancea   |
|  |             |

|  | O. hybrida |
|  |            |
|  | O. regalis |
|  |            |

|  | O. spectabilis                                            |
|  |                                                           |
|  | \| \| O. japonica \| \| \| \| \| \| O. lancea \| \| \| \| |
|  |                                                           |
|  | O. japonica                                               |
|  |                                                           |
|  | O. lancea                                                 |
|  |                                                           |

|  | O. japonica |
|  |             |
|  | O. lancea   |
|  |             |

|  | O. hybrida |
|  |            |
|  | O. regalis |
|  |            |

|  | O. spectabilis                                            |
|  |                                                           |
|  | \| \| O. japonica \| \| \| \| \| \| O. lancea \| \| \| \| |
|  |                                                           |
|  | O. japonica                                               |
|  |                                                           |
|  | O. lancea                                                 |
|  |                                                           |

|  | O. japonica |
|  |             |
|  | O. lancea   |
|  |             |

### Sistemática
Vários autores propuseram a elevação dos subgéneros ao nível de géneros separados. Em 2016 a classificação do Pteridophyte Phylogeny Group (PPG I) dividiu ainda mais Osmunda elevando os seus subgéneros a géneros como Claytosmunda e Plenasium, deixando apenas as espécies originalmente incluídas no subgénero Osmunda. O género passou a ter a seguinte composição:
- O. abyssinica (Kuhn 1879) Bobrov
- O. acuta (Burm.fil. 1768) Fraser-Jenk.
- †O. chengii Bomfleur, Grimm & McLoughlin [Osmunda claytoniites Phipps, Taylor & Taylor non Graham 1963][11]
- O. herbacea Copeland
- O. hybrida Tsutsumi et al.
- O. × intermedia {O. lancea × O. japonica}
- O. japonica Thunberg (Japanese flowering fern)
- O. lancea Thunberg (Japanese lancea flowering fern)
- O. x mildei {O. angustifolia × O. japonica}
- O. piresii Brade 1965
- O. regalis L.
- O. × ruggii {O. claytoniana × O. spectabilis}
- O. spectabilis Willdenow
- †O. wehrii Miller (Mioceno Médio do Estado de Washington)[12]

O género Osmunda inclui, entre outras, as seguintes espécies:
- Osmunda acuta (Burm.f.) Fraser-Jenk. (sin.: Osmunda obtusifolia Willd., Osmunda capensis C.Presl): a espécie é encontrada em África, Madagáscar e Índia.[3]
- Osmunda banksiifolia (C.Presl) Kuhn (sin.: Osmunda bromeliifolia), (C. Presl) Copel.: ocorre no Bornéu, na Indonésia, nas Filipinas, na China, em Taiwan, no Japão, em Kamchatka, nas ilhas Nansei e nas ilhas Ogasawara.[3]
- Osmunda claytoniana L.: nesta espécie, os folíolos das folhas férteis são esqueletizados na secção média e apresentam cápsulas de esporos, embora também ocorram folhas sem esporângios. A área de distribuição vai desde o centro e leste do Canadá até ao centro e leste dos Estados Unidos.[3]
- Osmunda japonica Thunb.: ocorre desde o Paquistão até à China, Coreia, Japão e Sakhalin.[3]
- Osmunda lancea Thunb.: só ocorre no Japão.[3]
- Osmunda regalis L.: encontra-se na Europa, no Próximo Oriente e no Noroeste de África.[3]
- Osmunda spectabilis Willd.: ocorre na América do Norte, Central e do Sul.[3]
- Osmunda vachellii Hook.: ocorre desde o sul da China até à Península Malaia.[3]

O feto-canela, também conhecido como feto-real canela-castanho (Osmundastrum cinnamomeum (L.) C.Presl, anteriormente Osmunda cinnamomea L.), já não faz parte do género. Tem folhas que são puramente para assimilação e folhas que são puramente para a formação de esporos. É muito comum no Novo Mundo e na Ásia Oriental, de Assam a Kamchatka. As folhas jovens são colhidas no Canadá e os caules são preparados como espargos. Esta espécie, o feto-canela (Osmundastrum cinnamomeum), forma enormes colónias clonais em zonas pantanosas.

## Galeria

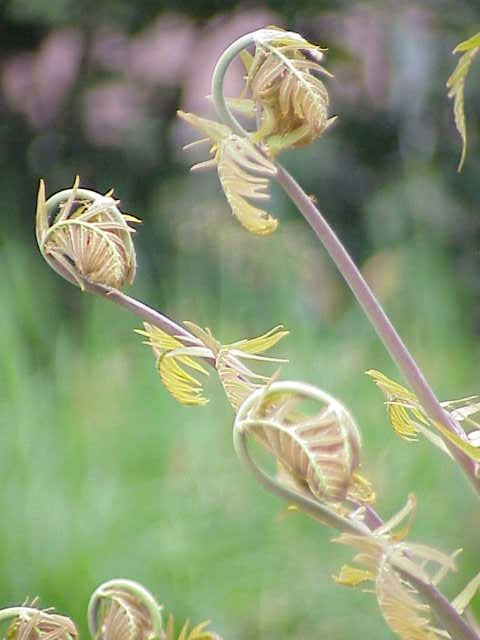
Osmunda regalis, frondes jovens ao desenrolar.
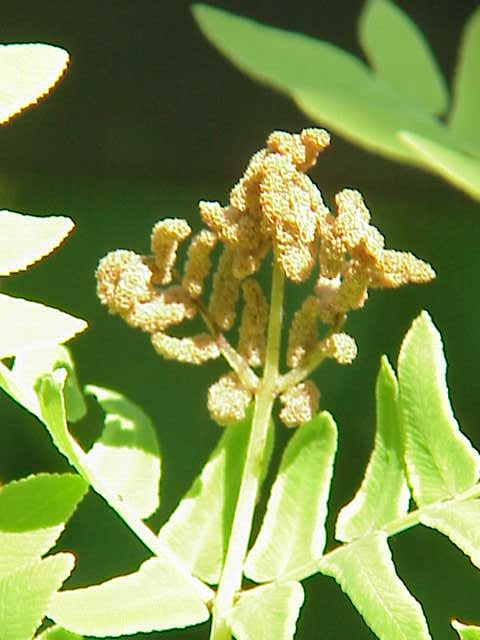
Osmunda regalis, fronde fértil juvenil.
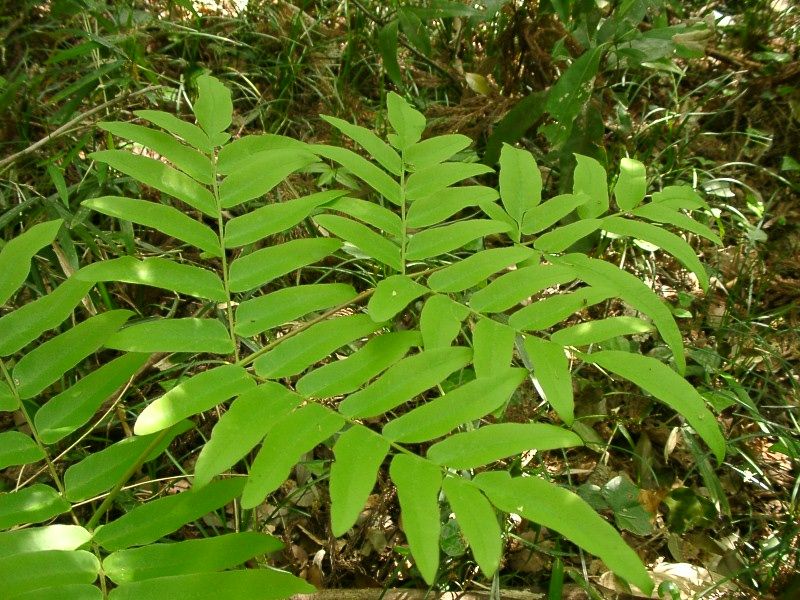
Fronde de Osmunda japonica.
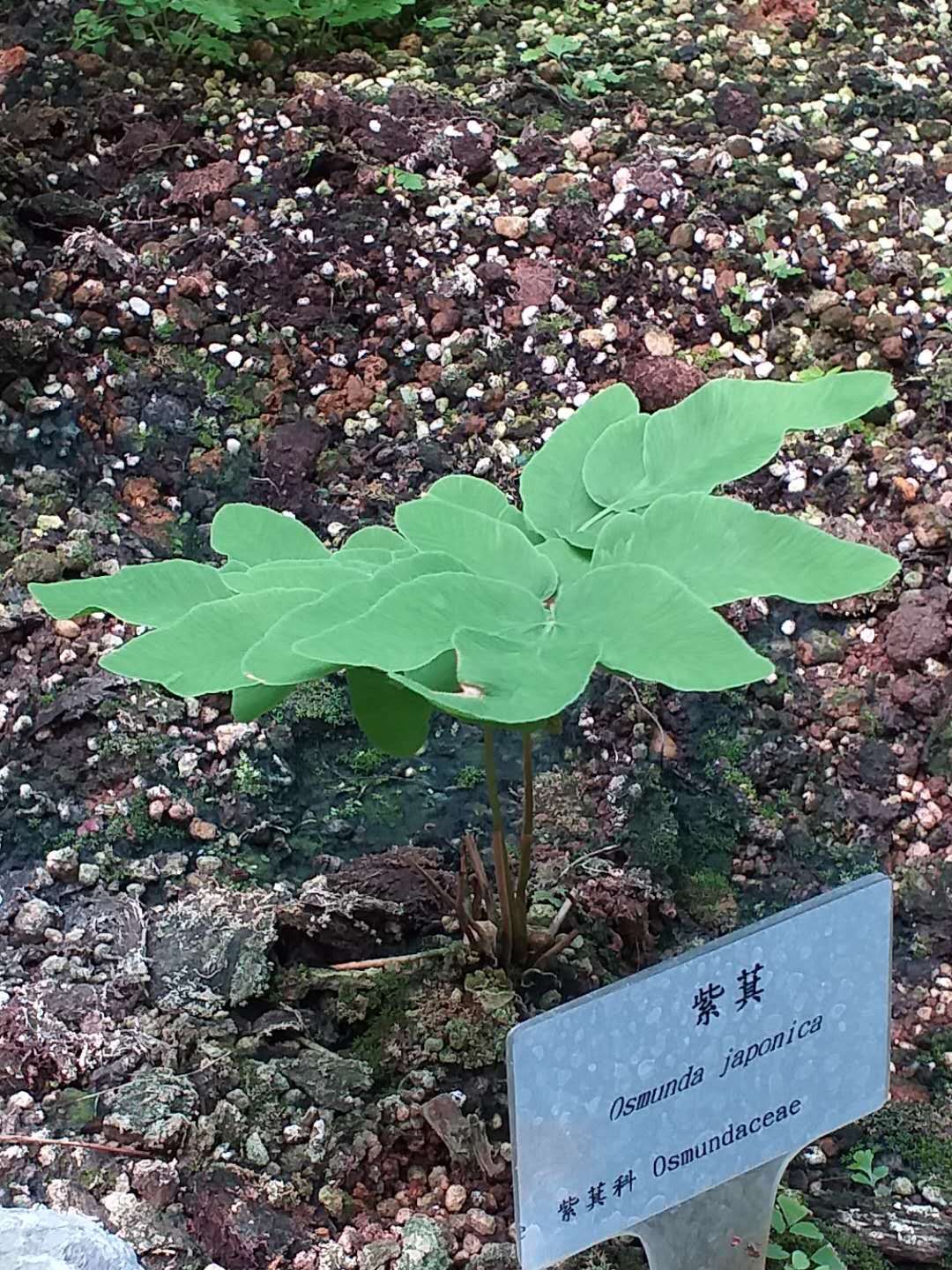
Planta juvenil de O. japonica.
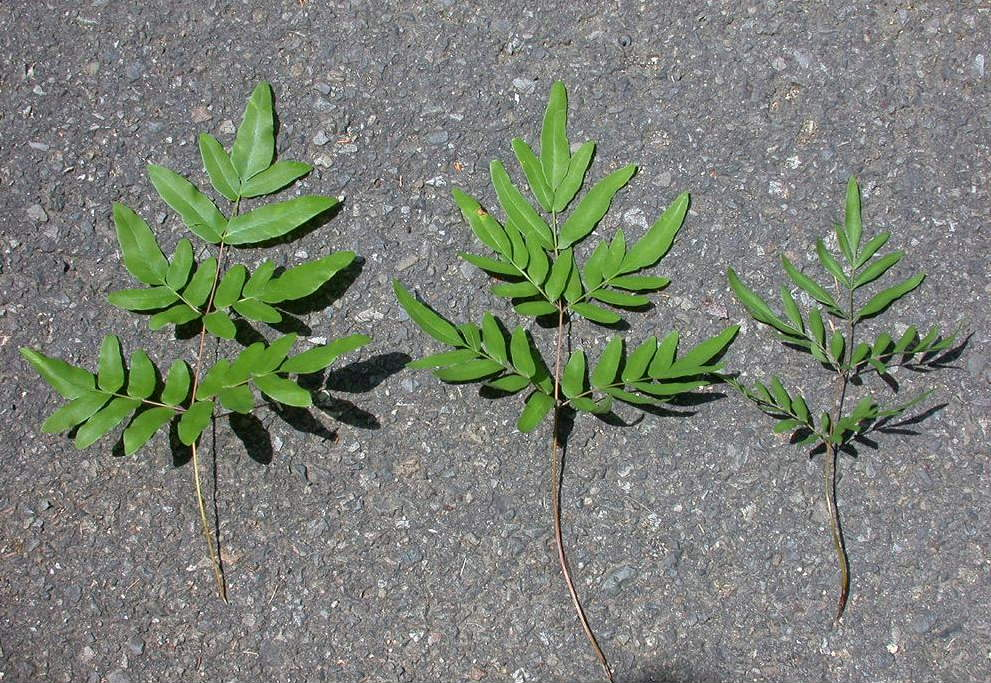
O. japonica, O. × intermedia e O. lancea.